# Pensenleithen
Pensenleithen ist ein Gemeindeteil der Gemeinde Mistelgau im Landkreis Bayreuth (Oberfranken, Bayern). Pensenleithen liegt in der Gemarkung Mengersdorf.

## Geografie
Die Einöde liegt am Fuße der Anhöhe Neubürg (585 m ü. NHN, 0,8 km östlich). Ein Anliegerweg führt zu einer Gemeindeverbindungsstraße bei Wohnsgehaig (0,15 km nördlich).

## Geschichte
Gegen Ende des 18. Jahrhunderts bestand Pensenleithen aus zwei Anwesen (1 Gut, 1 Gütlein). Die Hochgerichtsbarkeit stand dem bayreuthischen Stadtvogteiamt Bayreuth zu. Grundherr der beiden Anwesen war das Rittergut Wiesenthau.
Von 1797 bis 1810 unterstand der Ort dem Justiz- und Kammeramt Bayreuth. Mit dem Gemeindeedikt wurde Pensenleithen dem 1812 gebildeten Steuerdistrikt Truppach und der im gleichen Jahr gebildeten Ruralgemeinde Bärnreuth zugewiesen. 1818 erfolgte die Eingemeindung nach Obernsees. 1854 wurde Pensenleithen der Gemeinde Mengersdorf zugewiesen. Am 1. Januar 1969 wurde Pensenleithen nach Truppach eingemeindet, das am 1. Januar 1972 im Zuge der Gebietsreform in Bayern in die Gemeinde Mistelgau eingegliedert wurde.

## Einwohnerentwicklung
| Jahr      | 001822 | 001861 | 001871 | 001885 | 001900 | 001925 | 001950 | 001961 | 001970 | 001987 |
| Einwohner | 15     | 31     | 24     | 17     | 7      | 8      | 5      | 7      | 5      | 5      |
| Häuser    | 2      |        |        | 3      | 2      | 1      | 1      | 1      |        | 1      |
| Quelle    | [ 6 ]  | [ 9 ]  | [ 10 ] | [ 11 ] | [ 12 ] | [ 13 ] | [ 14 ] | [ 15 ] | [ 16 ] | [ 1 ]  |

## Religion
Pensenleithen ist seit der Reformation evangelisch-lutherisch geprägt und nach St. Otto (Mengersdorf) gepfarrt.